# Xã Saverton, Quận Ralls, Missouri
Xã Saverton (tiếng Anh: Saverton Township) là một xã thuộc quận Ralls, tiểu bang Missouri, Hoa Kỳ. Năm 2010, dân số của xã này là 2.034 người.